# پوکایوک
پوکایوک (به اسپانیایی: Pukayuq) یک کوه در پرو است که در Peru, Cusco Region, Quispicanchi Province واقع شده‌است. پوکایوک ۵٬۰۰۰ متر بالاتر از سطح دریا واقع شده‌است.